# Лесневская, Ирена Стефановна
Шаблон:Персона рен тв Дербент
Ире́на Стефа́новна Лесне́вская (30 мая 1942, пос. Урлютюб, Павлодарская область, КазССР) — деятель советского и российского телевидения, журналист, продюсер. В прошлом — основательница, соучредитель и президент телекомпании «REN-TV», а также соучредитель, издатель и главный редактор журнала «The New Times». Кавалер ордена Почётного легиона, академик Российской академии кинематографических искусств «Ника», академик Академии российского телевидения.

## Биография
Родилась в ссылке. В 1979 году окончила факультет журналистики МГУ.
На телевидении (Гостелерадио СССР) с 1965 года. Долгие годы работала в детской редакции. Затем перешла в киноредакцию. Начинала как ассистент режиссёра, затем работала редактором. Её творческий характер полностью раскрылся на телевидении — ей позволяли делать авторские программы, в основном посвящённые литературе и искусству[какие?], которые многократно получали дипломы «Лучшая передача месяца» и «Лучшая передача года». В последние 7 лет работы в «Останкино», уже после смерти Брежнева, её повысили в должности.
- В 1980-е годы Ирена Лесневская работала над знаменитой программой «Кинопанорама». Тут и состоялась её встреча с Эльдаром Рязановым, через некоторое время изгнанным из Гостелерадио[3].
- С 1991 года — соучредитель телекомпании REN-TV[4].
- В 1994 году — руководитель Ассоциации независимых телепроизводителей.
- В книге «Влад Листьев. Пристрастный реквием» рассказано, что Ирена Лесневская была соискателем (1995) на должность первого генерального директора ОРТ, конкурируя с Владиславом Листьевым, Анатолием Малкиным и Андреем Разбашем[5].
- С 1997 по 2005 гг. — соучредитель и президент телеканала REN-TV. Сергей Ломакин отмечал[6]:

Практичные, прагматичные люди, такие, как Ирена Лесневская и Володя Ананич [основатель каналов «Русский мир» и «Ностальгия»], создали свои каналы
- В 2005 году основатели продают свою долю в телевизионном бизнесе «REN-TV» медиахолдингу «RTL Group». 15 октября 2005 Ирена и Дмитрий Лесневские написали заявления об уходе и покинули телеканал[7].
- С 2006 года — совладелец Ren Media Group.

Соучредитель и издатель российского независимого журнала «The New Times» вместе с Дмитрием Лесневским. С 2007 по 2009 год — главный редактор этого журнала.

## Общественная позиция
В 2001 году, во время захвата телекомпании НТВ, выступала против ввязывания журналистов в «спор хозяйствующих субъектов» и оспаривала звание четвёртого канала как единственного независимого в России, утверждая:

Зачем кричать о том, что у нас один независимый канал?! Господа, почему вы оскорбляете все остальные СМИ, которые считают себя независимыми? Мы все зависимы от денег. До тех пор, пока журналисты не смогут себя кормить… и пока журналистам будут требоваться инвестиции, назвать независимыми нельзя никого.

Березовский и Гусинский получили именно то, что заслужили. Ровно то, что они делали с конкурентами, сегодня происходит и с ними.

В марте 2016 года обратилась с письмом к Владимиру Путину с призывом амнистировать пленную украинскую лётчицу Надежду Савченко или обменять её на российских военнопленных. Также она заявила, что «считает Путина своим идейным врагом».

## Семья
- Брат — Станислав Лесневский (1930—2014) — литературовед, критик, директор издательства «Прогресс-Плеяда».

Была три раза замужем.
- Первый муж — русский писатель, публицист, диссидент и издатель Владимир Максимов (1930—1995).
- сын — Дмитрий Анатольевич Лесневский (р. 1970) — телевизионный деятель, предприниматель, продюсер

## Награды
В 1997 году Ирена Лесневская была награждена российской национальной премией «Золотой овен» в номинации «Открытие года» (начало вещания канала РЕН ТВ). Лауреат национальной премии общественного признания достижений женщин «Олимпия» Российской Академии бизнеса и предпринимательства в 2001 г.
В 1998 году получила титул Альянса российских и американских женщин (АРАЖ) «Женщина-1997 России и Америки» за вклад в развитие российского телевизионного бизнеса.
В 2005 году Ирена Стефановна получила премию ТЭФИ «За личный вклад в развитие телевидения». 
В 2006 году награждена медалью ордена «За заслуги перед Отечеством» II степени.
В 2009 году награждена французским орденом Почётного легиона в степени кавалера.
- Благодарность Президента Российской Федерации (25 июля 1996 года) — за активное участие в организации и проведении выборной кампании Президента Российской Федерации в 1996 году[16]